# Leichtathletik-Weltmeisterschaften 1997/Teilnehmer (Namibia)
| Gelbes Symbol für Goldmedaillen mit stilisierten Olympischen Ringen | Graues Symbol für Silbermedaillen mit stilisierten Olympischen Ringen | Braundes Symbol für Bronzemedaillen mit stilisierten Olympischen Ringen |
| ------------------------------------------------------------------- | --------------------------------------------------------------------- | ----------------------------------------------------------------------- |
| —                                                                   | 1                                                                     | —                                                                       |

Der Leichtathletikverband von Namibia hat an den Leichtathletik-Weltmeisterschaften 1997 in Athen mit fünf Athleten teilgenommen und gewann eine Silbermedaille.

## Medaillengewinner
| Medaille | Athlet           | Disziplin |
| -------- | ---------------- | --------- |
| Silber   | Frank Fredericks | 200 m     |

## Teilnehmer

### Frauen

#### Laufdisziplinen
| Athletin       | Disziplin | Vorlauf | Vorlauf | Viertelfinale | Viertelfinale | Halbfinale | Halbfinale | Finale | Finale |
| Athletin       | Disziplin | Zeit    | Platz   | Zeit          | Platz         | Zeit       | Platz      | Zeit   | Platz  |
| -------------- | --------- | ------- | ------- | ------------- | ------------- | ---------- | ---------- | ------ | ------ |
| Charmaine Smit | 400 m     | 55,67 s | 8       | DNQ           | DNQ           | DNQ        | DNQ        | DNQ    | DNQ    |

### Männer

#### Laufdisziplinen
| Athletin         | Disziplin    | Vorlauf | Vorlauf | Viertelfinale | Viertelfinale | Halbfinale | Halbfinale | Finale  | Finale |
| Athletin         | Disziplin    | Zeit    | Platz   | Zeit          | Platz         | Zeit       | Platz      | Zeit    | Platz  |
| ---------------- | ------------ | ------- | ------- | ------------- | ------------- | ---------- | ---------- | ------- | ------ |
| Frank Fredericks | 100 m        | 10,21 s | 1       | 9,99 s        | 1             | 9,93       | 3          | 9,95    | 4      |
| Frank Fredericks | 200 m        | 20,74   | 2       | 20,13         | 1             | 20,18      | 2          | 20,23 s | Silber |
| Willie Smith     | 400 m Hürden | 51,12   | 2       | DNQ           | DNQ           | DNQ        | DNQ        | DNQ     | DNQ    |
| Luketz Swartbooi | Marathon     | DNF     | DNF     | DNF           | DNF           | DNF        | DNF        | DNF     | DNF    |
| Joseph Tjitunga  | Marathon     | DNF     | DNF     | DNF           | DNF           | DNF        | DNF        | DNF     | DNF    |